# زئوس: ارباب کوه المپ
زئوس: ارباب کوه المپ (به انگلیسی: Zeus: Master of Olympus)، یک بازی سبک شهرسازی که توسط Impressions Games ساخته شده و در سال ۲۰۰۲ توسط شرکت سییرا اینترتینمنت برای رایانه منتشر شده‌است.

## گیم‌پلی
زئوس در نسخه‌ای افسانه‌ای از یونان باستان روایت می‌شود و شامل بسیاری از خدایان پانتئون یونان و هیولاهای افسانه‌ای اساطیر یونانی است. این بازی به جای بازنمایی دقیق فضای تاریخی، بر عناصر اسطوره‌ای و ناهمزمانی‌های عمدی تمرکز دارد.
بازیکن مسئول ساخت و مدیریت یک شهر-دولت است که شامل برنامه‌ریزی زیرساخت‌ها، کشاورزی، صنایع، تجارت، مذهب، سرگرمی و آموزش، همچنین جنگ با شهرهای رقیب می‌شود. هیولاهای اساطیر یونان به عنوان بلایای طبیعی ظاهر می‌شوند که بازیکن باید با استخدام قهرمان مناسب آن‌ها را مدیریت کند. پرستش کافی خدایان یونانی باعث می‌شود آن‌ها برکاتی را به شهر بازیکن اعطا کنند که مزایای ملموسی دارند.
این بازی با گرافیک دو بعدی و نمای ایزومتریک ارائه می‌شود. یک پنل جانبی و چندین منو به بازیکن اجازه می‌دهد به راحتی نقشه را پیمایش و جنبه‌های مختلف حکومت مانند نرخ مالیات و دستمزدها را مدیریت دقیق کند.
زئوس به بازیکنان این انتخاب را می‌دهد که یا ماجراهای داستان‌محور را با اهداف مشخص دنبال کنند، یا در حالت "سندباکس" بازی کنند که اهداف بازتر و کمتر تعریف‌شده هستند. این بازی ترکیبی جذاب از مدیریت شهر و عناصر اسطوره‌ای یونان را ارائه می‌دهد.

## بازتاب‌ها
| گردآورنده | امتیاز |
| --------- | ------ |
| متاکریتیک | 87     |

| ناشر     | امتیاز |
| -------- | ------ |
| یوروگیمر | 9/10   |
| آی‌جی‌ان   | 9.1/10 |

## پوند به بیرون
- Game information, Sierra.com
- Zeus Heaven
- Eurogamer review